# Samuel Johnson
Samuel Johnson, känd som Dr. Johnson, född 18 september 1709 i Lichfield, Staffordshire, död 13 december 1784 i London, var en brittisk författare, kritiker, lexikograf och språkvetare. Han är bland annat känd för sina Shakespeare-kommentarer och sin ordbok, samt för sin konversation, bland annat skildrad i hans vän James Boswells biografi The life of Samuel Johnson.

## Biografi
Johnson var son till en bokhandlare i Lichfield. Från barndomen var han sjuklig, men blev ändå storväxt och kraftig. Johnson hemsöktes av psykisk sjukdom, med perioder av depressioner som försatte honom i enligt egen utsago ”tillstånd gränsande till galenskap”. Familjen var fattig, men han skaffade sig ändå tidigt beläsenhet genom att studera gamla folianter i faderns bod. Han började studera på  Pembroke College i Oxford men tvingades avbryta studierna av ekonomiska skäl. Efter att ha gift sig med en äldre änka försökte han grunda en egen skola, men misslyckades.
År 1737 begav han sig till London för att slå sig fram som författare. Några svåra år med knappa resurser följde, där Johnson vid sidan av skriveri för födan försökte slå sig fram som dramatiker med tragedin Irene (1737, uppförd 1749) och som poet med satiren London (1738), en efterbildning av Juvenalis som vann visst erkännande och följdes av den besläktade Vanity of human wishes (1749). Det verkliga genombrottet som författare kom dock först med den av Johnson utgivna veckotidskriften The Rambler 1750–1752.
Han skrev även essäer till tidskrifterna The adventurer och The universal chronicle.
Johnson utgav 1755 en engelskspråkig ordbok, A Dictionary of the English Language, som var Englands främsta referenslexikon under mer än ett sekel. Kort tid därefter påbörjade han arbetet med att redigera en utgåva av William Shakespeares samlade dramer, ett arbete som skulle fortgå i flera år.
Genombrottet innebar dock ingen större ekonomisk förbättring, då Johnson på grund av stolthet hade svårt att skaffa sig mecenater och hade en bitter inställning mot det regerande whigpartiet. Den filosofiska romanen Rasselas (1759) blev ytterst populär men inbringade honom själv föga, och först en av Georg III och Butes toryministär honom 1762 förlänad årlig livstidspension på 300 pund sterling gjorde hans tillvaro tryggad.
Han var en god konversatör och en av de ledande gestalterna i Londons litterära kretsar på 1700-talet. År 1764 grundade han Literary Club, vars medlemmar var bland andra Edmund Burke, Oliver Goldsmith, David Garrick och James Boswell. Den sistnämnde blev Johnsons kompanjon och skrev en berömd biografi över Johnson. 
Johnson och Boswell träffades första gången den 16 maj 1763 i Tom Davies bokhandel på Russell Street. Tillsammans gjorde de 1773 en resa till Skottland och Hebriderna, vilken han beskriver i Journey to the Western Isles of Scotland (1775). 
Bland Johnsons övriga arbeten märks Lives of the Most Eminent English Poets (1779–1781).
Samuel Johnson ligger begravd i Westminster Abbey i London, och det hus där han bodde, på Gough Square i London, är museum.
Det var Samuel Johnson som formulerade det kända uttrycket: "When a man is tired of London, he is tired of life; for there is in London all that life can afford" ("Den som är trött på London är trött på livet – ty i London finns allt som livet kan bjuda"). 
Ett annat berömt citat är: "Curiosity is one of the permanent and certain characteristics of a vigorous intellect" ("Nyfikenhet är en av de mest varaktiga och ofrånkomliga egenskaper ett livaktigt intellekt äger").